# Лихтерфельде
Лихтерфе́льде (нем. Lichterfelde) — район в шестом (после реформы 2001 года) административном округе Берлина Штеглиц-Целендорф. Район граничит на востоке со Штеглицем и Далемом, а на западе — с Целендорфом и Ланквицем. Внутри района выделяют также 4 части: Гизенсдорф (нем. Giesensdorf), Лихтерфельде-Зюд (нем. Lichterfelde Süd), Лихтерфельде-Ост (нем. Lichterfelde Ost) и Лихтерфельде-Вест (нем. Lichterfelde West).
В районе Лихтерфельде-Вест были расположены казармы «Королевского прусского главного кадетского корпуса» и штаб-квартира 1-й танковой дивизии СС.

## Известные люди, связанные с Лихтерфельде
Последние годы своей жизни в Лихтерфельде жил и работал известный российский физик и ботаник Александр Васильевич Цингер (1870—1934); в гостях у Цингеров нередко бывал выдающийся российский генетик Николай Владимирович Тимофеев-Ресовский.
В Лихтерфельде умер известный германский политик и публицист Евгений Рихтер.
Во время Второй мировой войны Манфред фон Арденне возглавлял частную исследовательскую лабораторию в Лихтерфельде (работая в ней, Фридрих Хоутерманс доказал, что изотопы трансурановых элементов, такие как нептуний и плутоний, могут быть использованы как ядерное топливо вместо урана).

## Галерея

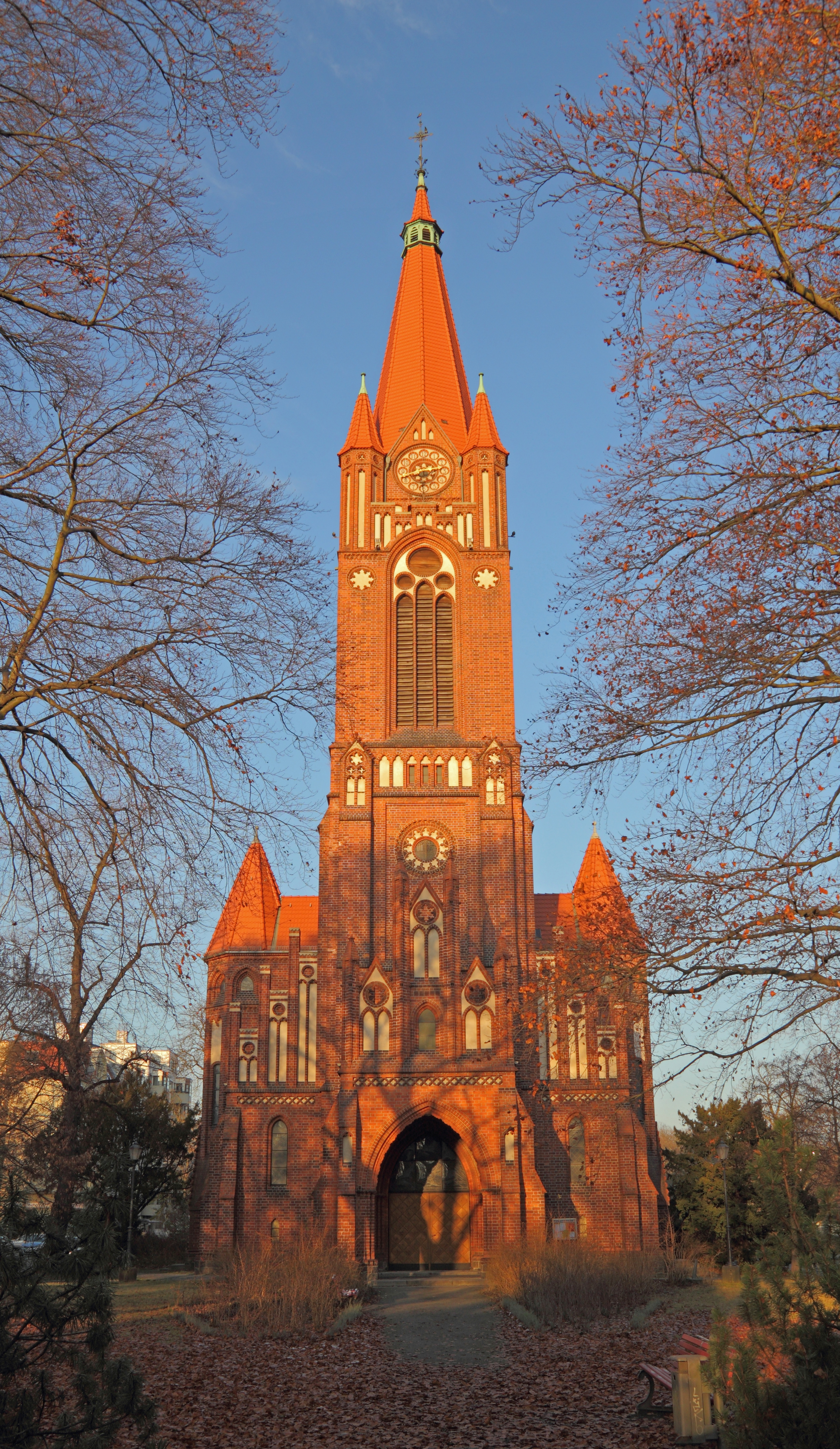
Церковь Св. Петра
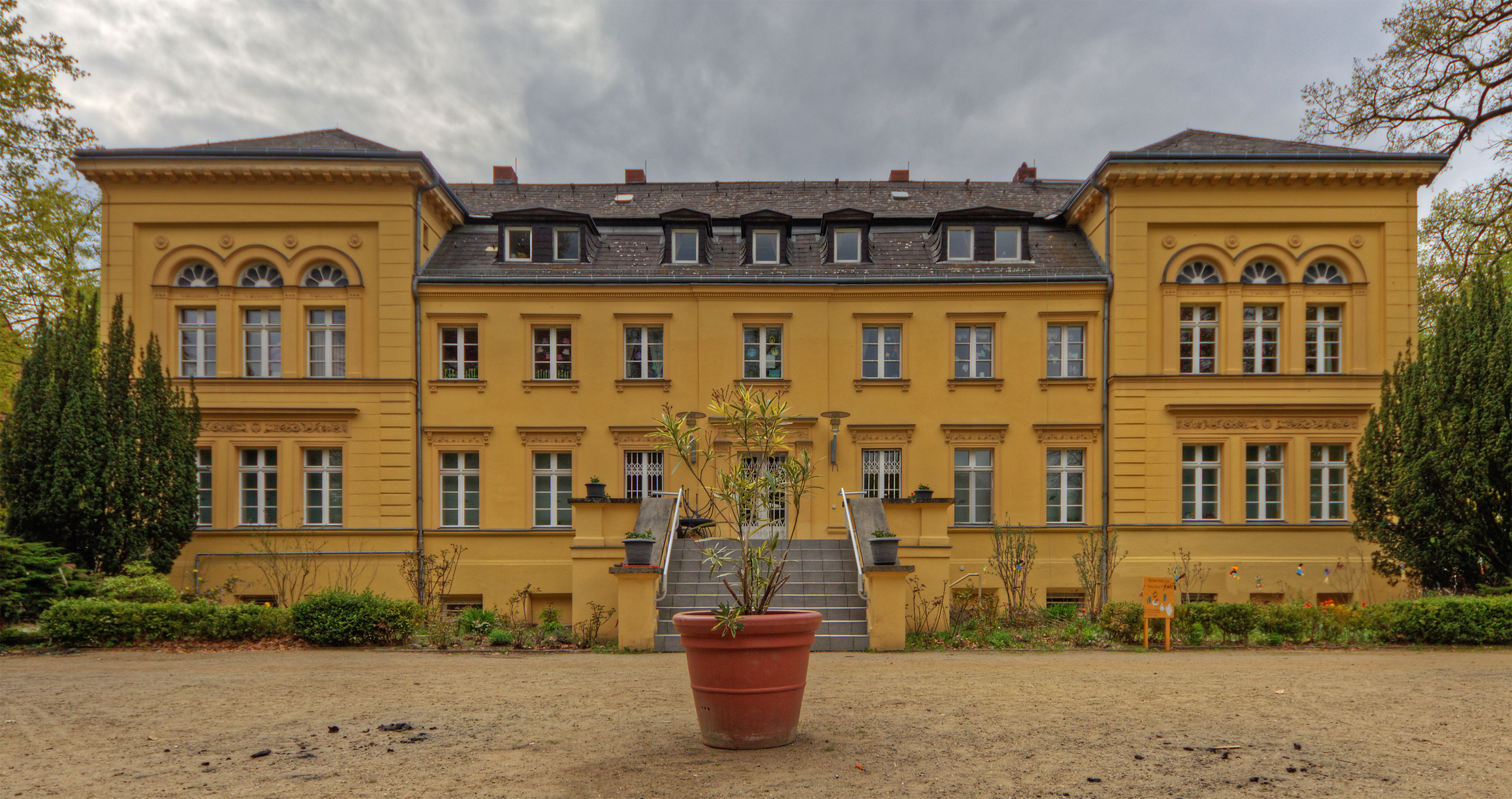
Бывшая усадьба Лихтерфельде
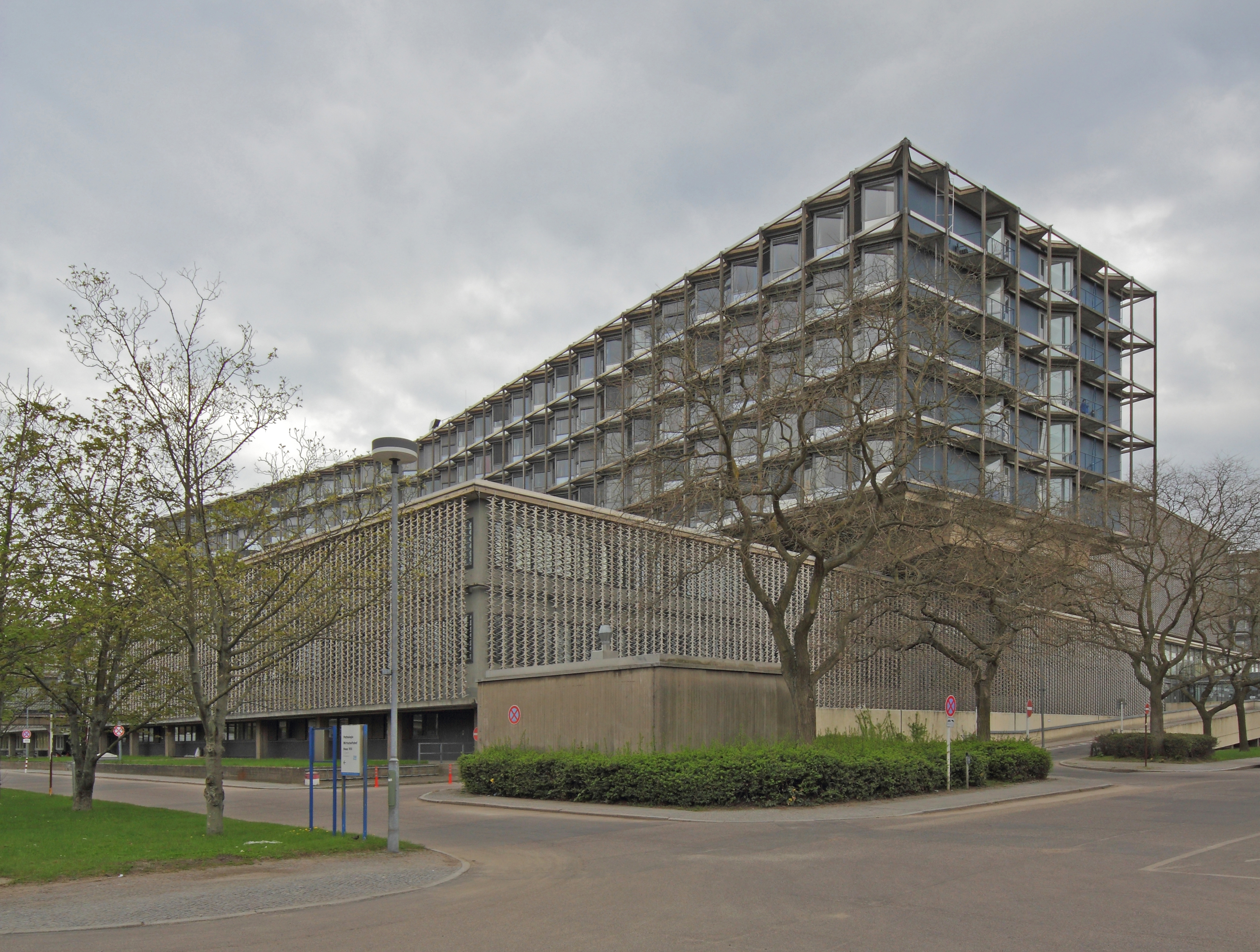
Клиника Шарите